# Shadowlines
Ne doit pas être confondu avec The Shadow Line.

Shadowlines est un ensemble de 6 pièces pour piano de George Benjamin, créé en 2001.

## Structure de l'œuvre
- I : Cantabile
- II : Wild
- III : Scherzando
- IV : Tempestoso
- V : Very freely, solemn and spacious
- VI : Gently flowing, flexible

Chacune de ces pièces est un canon ; les six pièces sont conçues comme un ensemble, fait pour progresser continûment de son commencement à son terme. La première pièce est un bref prélude, d'apparence improvisé (environ 1 min 15 s). La deuxième oppose le registre aigu, agressif et chromatique, au grave, calme et consonnant (environ 1 min 30 s). La troisième est un scherzo miniature, tout entier concentré dans l'espace d'une octave et demi (environ 1 min 11 s). La quatrième est explosive et monolithique (environ 2 min 21 s). La cinquième pièce forme le cœur de l'œuvre, sa partie la plus étendue et la plus lyrique (environ 6 min 07 s). La sixième est un épilogue simple et calme (environ 2 min 46 s).